# Юзеф Хьоне-Вронски
Ю̀зеф Ма̀рия Хьо̀не-Вро̀нски (на полски: Józef Maria Hoene-Wroński) е полски философ, математик и физик. Научните му интереси и изследвания обхващат широк периметър от човешкото знание. Един от родоначалниците на полския месианизъм.

## Биография
Роден е на 23 август 1776 година във Волщин, Полша, в семейството на баща чех и майка полякиня. През 1794 г. служи като лейтенант в артилерията и участва в боевете срещу прусите. Постъпва на военна служба в Русия до 1797 г., където е отличен с чин подполковник. След това заминава за Кьонигсберг, където учи философия и право и слуша лекциите на Имануел Кант.
През 1800 г. посещава Англия и отива във Франция, където става член на Академията на науките в Марсилия (1803). След едно мистично преживяване на 15 август 1803 г. решава изцяло да се посвети на науките и философията. В Марсилия усилено се занимава с развиване на своята система, като прави изследвания в областта на философията, математиката, механиката, астрономията, геодезията и др. През 1803 г. излиза първото му голямо произведение „Критическата философия на Имануел Кант“.
През 1810 г. заминава за Париж, където до края на живота си живее в лишения. През 1811 г. излиза съчинението му „Въведение във философия на математиката и техниката на алгоритмите“, в което излага основните си концепции за математиката. През 1812 г. се обявява против теориите на Лагранж. Издава „Философия на безкрайното“ (1814). От 1819 до 1822 г. живее в Лондон, след което се завръща във Франция.
В следващите години работи върху проблеми свързани с вечния двигател, квадратурата на кръга и създаването на машина за предсказване на бъдещето, която той нарича „прогнометър“ (prognometre). Създава различни инструменти в помощ на математиката – аритметически кръг (arithmetic ring) и аритмоскоп (arithmoscope). През 1827 г. издава известният си „Канон за логаритмите“, който се превежда на много езици. От 1831 г. Вронски започва да пише за ролята на месианизма в бъдещето на човечеството и издава съчинения като „Въведение в месианизма“ (1831), „Обръщение към славянските нации относно съдбата на света“ (1847) и др. През 1849 г. изнася редица лекции в Германия върху философията на месианизма.
Година преди смъртта си се запознава с Елифас Леви, който е заинтригуван от идеите му. Умира на 8 август 1853 г. в Ньой сюр Сен, Франция, на 76-годишна възраст.

## Философия
Идеите на Вронски са за една универсална философска система, в която да се обединят философията, науката, религията, политиката, икономиката и пр., и която има за цел да обяснява Вселената с помощта на реформа на човешкото познание, което да се базира на идеята за Абсолюта. Вронски критикува Кантовата гносеология за непознаваемостта на абсолютните същности и развива концепция за единството на човешкия и Божественият разсъдък. Творчеството е тази сила, която може да направи човека съ-творец в света. Така човек трябва да изяви Божественото на земята и да познае Абсолюта като Логос. Всяко знание и съществуване идва от Абсолюта и като такова то съдържа един всеобщ закон в себе си, който Вронски нарича „Закон на Сътворението“. Единната система на знанието, която произтича от него обхваща всички науки, философията и изкуствата, като се проявява чрез едно историческо развитие. Повлиян от Хегел и неговата философия на историята, Вронски пише за четири периода на развитие:
1. източен – който има за цел да развие материалното;
2. гръко-латински – развива морала;
3. средновековен – развива религиозното;
4. модерен – развива интелектуалното.

XIX век за Вронски е период на преход, който трябва да развие бъдещето на човечеството към Абсолютното. Оттук и месианизма става опорна точка на цялата философия – осъществяването на Абсолюта може да се осъществи чрез проявлението и реализирането му в света. Трябва да настъпи обединение между целите на човечеството и Месията, който ще се прояви чрез философията, трябва да извърши това единение. На практика, това трябва да бъде дело на самото човечество, което да въплъти в себе си идеята за Месията. Подемът за това трябва да започне от славянските народи като следваща фаза на историята.

## Личност
Вронски бил гениална личност. Владеел 12 езика, между които френски, латински, старогръцки, арабски, еврейски, арменски. През целия си живот води изключително активна писателска дейност, посветена на проблемите на науката и философията. Има кореспонденция с най-учените личности на своето време. Всеки ден ставал рано сутрин и пишел по няколко часа в работния си кабинет. Бил спокоен и жизнерадостен човек. Последните му думи били: „Всемогъщи Боже, имах още толкова много неща да кажа“.

## Творчество
Вронски е изключително плодотворен автор. Издава над 100 произведения и е оставя над 300 ръкописа. Някои от тях излизат посмъртно. Всичките си неща пише на френски, като използва много старогръцки думи във философските си работи.

## Съчинения
- „Полският хвърляч на бомби“ (1800)
- „Критическата философия на Имануел Кант“ (1803)
- „Въведение във философия на математиката и техниката на алгоритмите“ (1811)
- „Общо решение на уравненията от всички степени“ (1812)
- „Критика на теорията на Лагранж за аналитичните функции“ (1812)
- „Философия на безкрайното“ (1814)
- „Философия на алгоритмичната техника“ (два тома) (1815 – 1816)
- „Въведение към Сфинкса“ (1818)
- „Критика на теорията на Лаплас за пораждащите функции“ (1819)
- „Въведение към лекциите по математика“ (1821)
- „Канон за логаритмите“ (1827)
- „Фундаментални проблеми на модерната политика“ (1829)
- „Брошура за месианизма“ (1831)
- „Въведение в месианизма“ (1831)
- „Телеологичен закон на случайността като база за Реформа на изчисленията на вероятностите“ (1833)
- „Молба до краля на Франция“ (1838)
- „Описание на философия на историята“ (1840)
- „Описание на философия на политиката“ (1840)
- „Тайната политика на Наполеон, като база на бъдещия морал на света“ (1840)
- „Съдбата на Франция, Германия и Русия като Пролегомени към месианизма“ (1842 – 1843)
- „Обръщение към славянските нации относно съдбата на света“ (1847)
- „Месианизъм или Абсолютна реформа на човешкото знание“ (1847)
- „Реформа на човешкото знание“ (1848)
- „Обръщение към цивилизованите нации за техните пагубни революционни безредия като развитие на реформата на човешкото знание (1848)
- „Послание до Негово Височество принц Чарториски за съдбите на Полша и основно върху съдбата на славянските народи“ (1848)
- „Сто решителни страници към Негово Височество Императора на Русия с тяхно приложение за династията на Наполеон“ (1850)
- „Послание до Негово Височество Императора на Русия, представяйки последното обяснение на Вселената, физиката и морала“ (1851)
- „Тайно послание до Негово Височество принц Луи Бонапарт, президент на Републиката“ (1851)
- „Изпълнение на реформата за небесната механика, давайки законите на основното построение на цялата Вселена“ (1851)
- „Приложение към това послание, съдържащо нова мореплавателна наука за приливите и отливите“ (1851)
- „Таен исторически документ за разкриване съдбите на света“ (1851)
- „Абсолютна философия на историята или Раждането на човечеството“ (1852)
- „Историография“ (два тома) (1852)
- „Научен документ“ (1852)
- „Истинска мореплавателна наука за приливите и отливите“ (1853)
- „Пропедевтика на месианизма“ (посмъртно, 1855)
- „Прогресивно развитие и последна цел на човечеството“ (посмъртно, 1861)
- „Неоспоримо месианство или преразгледаното върховно знание“ (посмъртно, 1876)
- „Развитие на абсолютната философия“ (посмъртно, 1878)
- „Седем нови ръкописа, писани от 1803 до 1806“ (посмъртно, 1879)
- „Номотетика на месианизма или върховните закони на света“ (посмъртно, 1881)